# آمپاتو
آمپاتو (به اسپانیایی: Ampato) یک کوه و آتشفشان چینه‌ای در پرو است که در منطقه ارکیپا واقع شده‌است. آمپاتو ۶٬۲۸۸ متر بالاتر از سطح دریا واقع شده‌است.